# 扒挪块站
扒挪块站是位于贵州省毕节市威宁彝族回族苗族自治县龙场镇边沿村的一个铁路车站，邮政编码553104。车站建于1965年，有沪昆铁路经过该站，曾仅办理货运，不办理客运业务，车站及其上下行区间均已电气化。车站距离贵阳站302公里，隶属成都铁路局六盘水车务段，是五等站。
2012年12月6日，沪昆铁路六盘水-沾益间复线开通，原扒挪块站迁往北侧红布沟新址；本站上行的和梅花山站通过新建穿越梅花山主脉的乌蒙山一号、二号隧道直接连接，老线区间的乐居站、罗盘地站、树舍站撤销；下行至贵阳、云南界河可渡河天生桥区间新建扒挪块隧道和新天生桥特大桥，代替原可渡河特大桥。站场部分位于乌蒙山二号隧道内。